# Gustaf Paulson
För arkitekten och byggmästaren, se Gustaf Paulson (arkitekt)
Gustaf Paulson, född 22 januari 1898 i Helsingborg, död där 17 december 1966, var en svensk organist och kompositör.
Gustaf Paulson var son till bankvaktmästaren Per Pålsson. Han utbildades vid Musikkonservatoriet i Stockholm, där han avlade organistexamen 1926. Han bedrev därefter pianostudier för Alexander Stoffregen och Anders Rachlew i Köpenhamn samt för Robert Lortat i Paris. I komposition tog han lektioner för Peder Gram i Köpenhamn. Från 1929 var han organist vid Gustav Adolfskyrkan i Helsingborg. Paulson komponerade fem symfonier, två sinfoniettor, en pianokonsert, en cellokonsert, två oratorier och fyra stråkkvartetter samt sånger. I sina symfonier var han påverkad av Carl Nielsen, i övrigt kan han karaktäriseras som modern men utan att tillhöra de mest nyskapande och obunden från de vanliga skolorna.